# Johannes Krüger (Architekt)

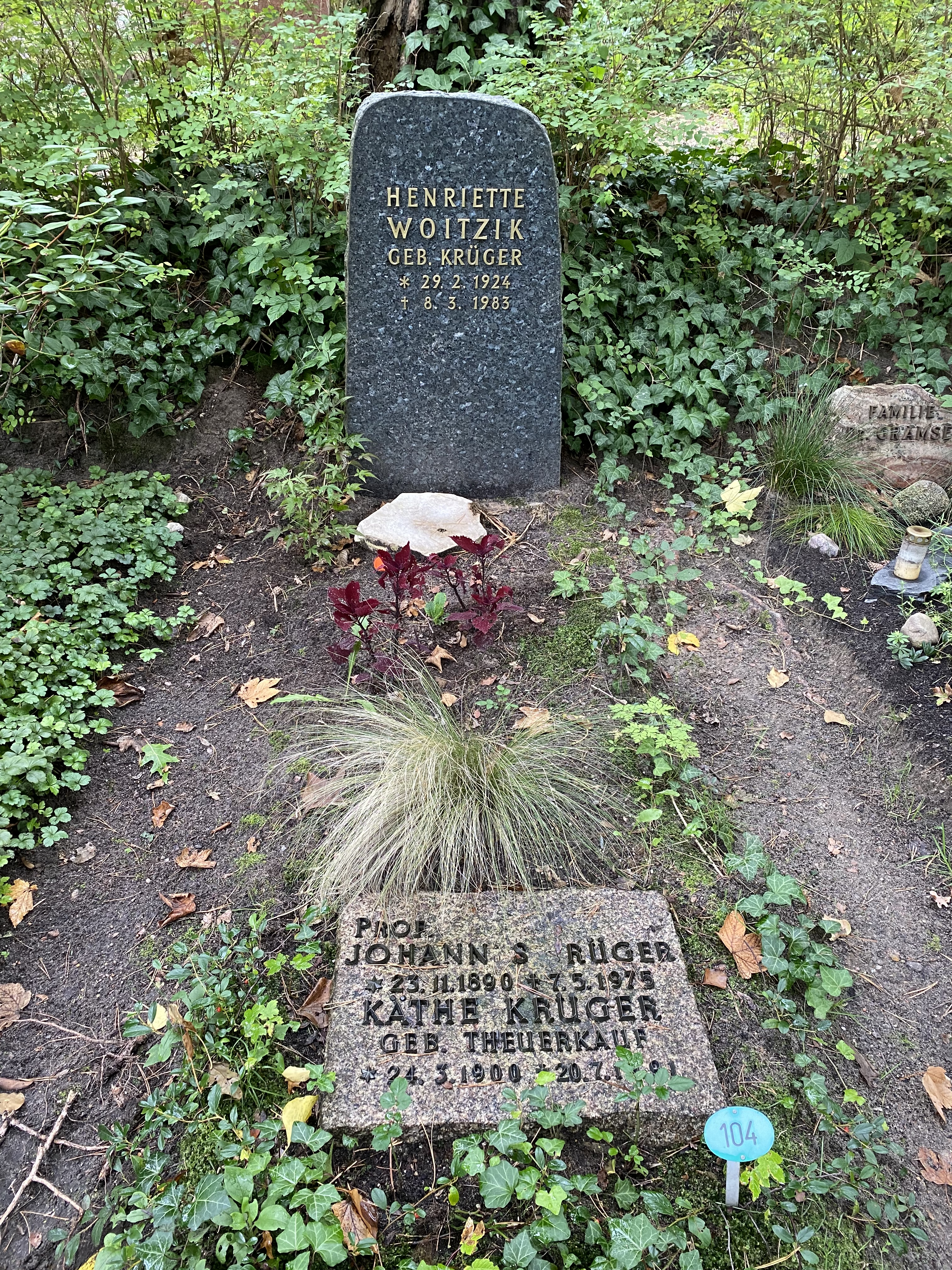
Grabstätte Johannes Krüger

Johannes Krüger (* 23. November 1890 in Berlin; † 7. Mai 1975 ebenda) war ein deutscher Architekt.

## Leben
Gemeinsam mit seinem Bruder Walter Krüger studierte er 1909–1913 an der Technischen Hochschule Charlottenburg. Nach dem bestandenen zweiten Staatsexamen wurde er 1919 zum Regierungsbaumeister (Assessor in der öffentlichen Bauverwaltung) ernannt.
Die Brüder führten zahlreiche Bauten, darunter viele Wohn- und Geschäftshäuser in Berlin-Frohnau und -Westend aus. Ihre bekanntesten Bauwerke sind das Tannenberg-Denkmal in Olsztynek (dt. Hohenstein) (1925–1927), das 1934 zur Ruhestätte von Paul von Hindenburg ausgebaut wurde, das Freibad Berlin-Plötzensee (1926–1928), die Holtzendorff-Garage in Berlin-Wilmersdorf (1928–1929), die Wohn- und Geschäftshäuser am Zeltinger Platz (1929–1932) mit der evangelischen Johanneskirche in Berlin-Frohnau (1931–1936), die Luftkriegsschule in Dresden-Klotzsche (1938), die Gruft für Heinrich den Löwen im Braunschweiger Dom (1937), und die Spanische Botschaft in Berlin-Tiergarten (1938–1943). 1942 erhielt er einen von drei 1. Preisen im Wettbewerb um die Realisierung des Anıtkabir, das Mausoleum des türkischen Staatsgründers Mustafa Kemal Atatürk in Ankara. Die Brüder Krüger standen 1944 beide in der Gottbegnadeten-Liste des Reichsministeriums für Volksaufklärung und Propaganda.
Nach dem Krieg entwarfen sie einige Geschäftshäuser, vorzugsweise für Banken wie die Berliner Landeszentralbank (1952–1953), in Berlin-Charlottenburg und Wohnhäuser in Schönberg und Wilmersdorf.
Johannes Krüger verstarb im Alter von 84 Jahren in seiner Geburtsstadt und wurde auf dem dortigen Friedhof Heerstraße (Grablage Abt II W 12–104) beigesetzt.